# Silvia Sayago
Silvia Noemí del Valle Sayago (2 de março de 1955 - 12 de dezembro de 2021) foi uma política argentina. Membro da Frente Cívica de Santiago, serviu na Câmara dos Deputados da Argentina de 10 de dezembro de 2021 até à sua morte súbita por falência de órgãos dois dias depois, a 12 de dezembro de 2021.